# Zahájí (Lesná)
Zahájí, bis 1948 Waldheim, ist eine Grundsiedlungseinheit der Gemeinde Lesná im Okres Tachov in Tschechien. Die Wüstung liegt zwei Kilometer östlich von Georgenberg direkt an der Landesgrenze zwischen Bayern und Tschechien.

## Geographie
Zahájí befindet sich am Bach Zahájský potok (Waldheimer Bach), eines Quellbaches des Zottbaches, im Oberpfälzer Wald (Český les) an der deutschen Grenze. Nordwestlich erhebt sich der Troidelberg (708 m ü.NN), im Nordosten der Štádlerův kopec (Stadlerberg, 772 m n.m.), südlich der Schlossberg (669 m n.m.) und östlich der Kňourek (Schweinberg, 729 m n.m.).
Auf tschechischer Seite erloschen nach dem Zweiten Weltkrieg 1945 fast alle Dörfer, die zum Sperrgebiet entlang der Grenze gehörten, die ideologisch als Eiserner Vorhang bezeichnet wurde. Umliegend waren České Nové Domky (Neuhäusl) im Nordwesten, Česká Ves (Böhmischdorf) im Norden, Stará Knížecí Huť und Háje im Nordosten, Jedlina im Osten, Hagenhaus und Lösselberg im Süden, Lösselmühle, Vorder-Waldheim und Waldheim im Südwesten, Schwanhof im Westen sowie Neukirchen zu St. Christoph und Neudorf im Nordwesten.

## Geschichte

### Allodialgut Waldheim

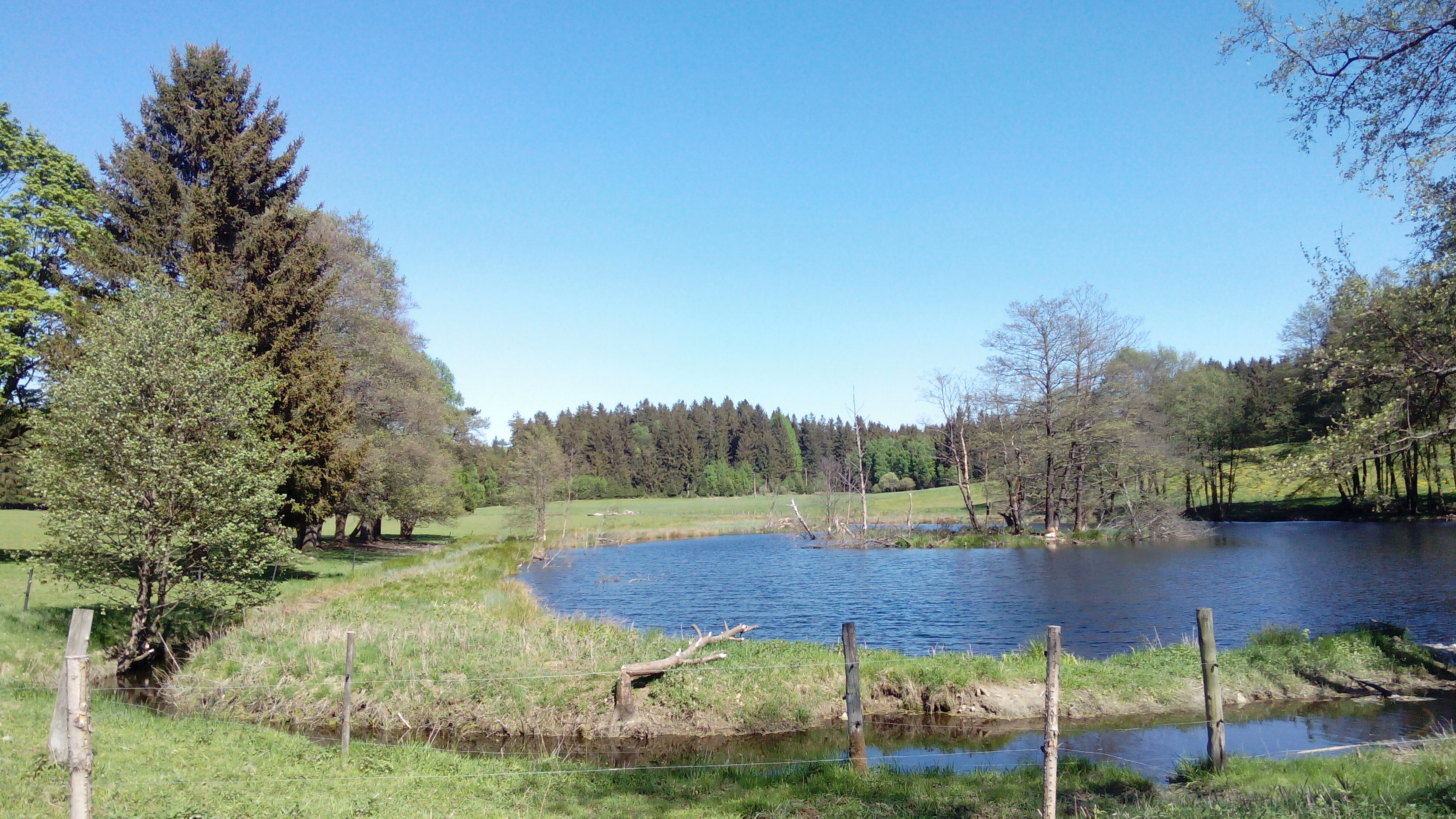
Zahájí, Nový rybník (Neuer Teich)

Zu Beginn des Dreißigjährigen Krieges waren die Herren Wirschberg von Waldau Besitzer des landtäfligen Gutes Waldheim. Nachfolgende Besitzer waren die Herren von Bock. Im Jahre 1626 verkaufte Frau von Bock, geborene Gfeller von Sachsengrün, das Gut Waldheim an den böhmischen Oberstkanzler Zdenko Adalbert Popel von Lobkowitz, der es mit seiner bairischen Reichsherrschaft Neustadt vereinigte. Kaiser Ferdinand III. erhob 1641 die Reichsherrschaft Neustadt zur Gefürsteten Grafschaft Sternstein. Nach dem Tode des Ferdinand Philipp Joseph von Lobkowitz erbte 1784 dessen Sohn Franz Joseph Maximilian von Lobkowitz die Gefürste Grafschaft Sternstein mit der Reichsherrschaft Waldthurn und dem Gut Waldheim. Letzteres bestand um 1787 aus fünf Dörfern: Vorder Waldheim und Hinter Waldheim (zus. 21 Häuser), Böhmischdorf (31 Häuser), Alte Glashütten (26 Häuser) und Neue Fürstenhütten (11 Häuser). Die Waldheimer Dörfer gehörten bis 1786 zum Sprengel der Expositur Neukirchen zu Sankt Christoph und wurden danach der neugegründeten Pfarrei Neulosimthal zugeordnet, wo auch der Schulunterricht stattfand. Im Rahmen der Auflösung des Heiligen Römisches Reiches gelangten die Gefürstete Grafschaft Sternstein und die Reichsherrschaft Waldthurn 1806 durch Mediatisierung unter königlich bayerische Landesherrlichkeit. Franz Joseph von Lobkowitz veräußerte beide Herrschaften 1807 für 700.000 Gulden an das Königreich Bayern; das Gut Waldheim verkaufte er 1811 an den Gubernialrat Marquard Kotz von Dobrz. Dieser verkaufte das Gut Waldheim am 12. Dezember 1813 an Ernst Freiherr von Malowetz und Kosoř.
Im Jahre 1835 umfasste das im Pilsner Kreis gelegene Allodialgut Waldheim eine Nutzfläche von 2549 Joch 711 Quadratklafter, davon 1731 Joch 1308 Quadratklafter Wald, 329 Joch 784 Quadratklafter Ackerland, 263 Joch 161 Quadratklafter Hutweiden und 215 Joch 843 Quadratklafter Wiesenland. Die herrschaftlichen Wälder waren in die Abteilungen Lochnerloh, Häng, Hauberg und Wirschberger Loh unterteilt; das Holz wurde für den Betrieb der herrschaftlichen Glasfabrik, des Bräuhauses und der Ziegelfabrik verwendet. Außer der Glasfabrik betrieb die Herrschaft eine Spiegelschleife und bewirtschaftete einen Meierhof in Altfürstenhütte. Die Teichwirtschaft spielte nur eine geringe Rolle; von Bedeutung waren nur der Hüttenteich am Kalten Wasser (Huťský potok) bei Neufürstenhütte und der Neue Teich am Zollbach (Celní potok) die der Forellenzucht dienten. Amtsort war Neufürstenhütte. Auf dem Gebiet lebten 1433 deutschsprachige Personen in den Dörfern:
- Neufürstenhütte mit dem Amtshaus, der Glasfabrik, der Anna-Spiegelschleife, der Anna-Poliermühle, einer Ölstampfe und einer Graupenmühle: 13 Häuser mit 123 Einwohnern
- Altfürstenhütte einschließlich Leierwinkel mit dem Meierhof und Forsthaus, einem Hegerhaus und einer Mühle: 43 Häuser mit 326 Einwohnern
- Waldheim – bestehend aus Vorder- und Hinter Waldheim – mit dem Schloss, einem Bräuhaus, einem Branntweinhaus, der Malowetz-Spiegelschleif- und Spiegelpoliermühle, zwei Getreidemühlen, einer Brettsäge, einem Wirtshaus sowie der Ruine des alten Waldheimer Schlosses: 50 Häuser mit 362 Einwohnern
- Böhmischdorf einschließlich Neuhäusel, Altpocher und Josephsthal mit einer Spiegelschleif- und Poliermühle, einer Getreidemühle und einer Brettsäge in Josephsthal: 63 Häuser mit 622 Einwohnern.

Haupterwerbsquellen waren die Arbeit in den Glashütten und Spiegelschleifen des Gutes Waldheim und der angrenzenden Herrschaft Tachau sowie Fuhrdienste und Tagelöhnerarbeiten. Trotz der fruchtbaren Böden beschränkte sich der Ackerbau wegen des ungünstigen Klimas auf Sommerfrüchte, insbesondere Kartoffeln, Hafer und Korn; außerdem wurden Rinder gezüchtet. Bis zur Mitte des 19. Jahrhunderts blieb das Allodialgut Waldheim im Besitz der Freiherren von Malowetz und Kosoř.

### Ortsgeschichte
Waldheim wurde erstmals 1607 als Glasmachersiedlung erwähnt. Es entstand um eine Glashütte, die zur Kammerherrschaft Pfraumberg gehörte und 1592 im Besitz des Glasmachers Paul Schürer war, der in diesem Jahr vom Kaiser Rudolf II. als Hofglasmacher mit dem Namenszusatz „von Waldheim“ in den Adelsstand erhoben wurde.
Seit 1776 ist die Existenz einer Zollstation in Vorder Waldheim nachweisbar. Durch Vorder Waldheim führte seit 1807 die bayerisch-böhmische Grenze. Unmittelbar auf der Grenze lag das Grundstück Nr. 11 – eine Gastwirtschaft, die auf der westlichen Seite bayerisches auf der östlichen böhmisches Bier geschenkt haben soll.
Nach der Auflösung der Patrimonialherrschaften bildete Waldheim ab 1850 mit den Ortsteilen Vorder Waldheim und Hinter Waldheim eine Gemeinde im Bezirk und Gerichtsbezirk Tachau. Im Jahre 1869 hatte die Gemeinde 579 Einwohner und bestand aus 48 Häusern. Zwischen 1892 und 1895 wurde als Notstandsmaßnahme eine 15 km lange Waldstraße von Wittichsthal über Paulusbrunn nach Waldheim angelegt. Im Jahre 1900 lebten in Waldheim 371 Personen, 1910 waren es 337. Nach dem Zusammenbruch der k.k. Monarchie wurde die Gemeinde 1918 Teil der neu gebildeten Tschechoslowakei. Beim Zensus von 1921 lebten in den 45 Häusern von Waldheim 326 Personen, darunter 321 Deutsche und zwei Tschechen. Die Zahl der Einwohner belief sich im Jahre 1930 auf 304 Personen in 48 Häusern. Nach dem Münchner Abkommen wurde das Dorf 1938 dem Deutschen Reich zugeschlagen und gehörte bis 1945 zum Landkreis Tachau. 1939 hatte die Gemeinde Waldheim 313 Einwohner. Nach dem Ende des Zweiten Weltkrieges wurde Waldheim wieder Teil der Tschechoslowakei. Die deutschböhmische Bevölkerung wurde 1946 enteignet und vertrieben. Im Jahre 1948 erhielt Waldheim den tschechischen Namen Zahájí, zugleich wurden die Ortsteile Přední Waldheim in Přední Zahájí, Zadní Waldheim in Zadní Zahájí und Zámek Waldheim in Zámek umbenannt. Nachdem die kommunistische Regierung der Tschechoslowakei das Gebiet entlang der Grenze zu Bayern zum Sperrgebiet erklärte, wurde die Gemeinde geräumt und abgerissen. Im Jahre 1950 war Zahájí unbewohnt. Zum 1. Juli 1952 erfolgte die Eingemeindung nach Lesná, im selben Jahre wurde der Ort für erloschen erklärt.
Heute führt ein Wanderweg zwischen Vorder-Waldheim und Přední Zahájí über die deutsch-tschechische Grenze.

## Ortsgliederung
Die Grundsiedlungseinheit Zahájí gehört zum Ortsteil Stará Knížecí Huť und bildet den Katastralbezirk Zahájí u Lesné.

## Sehenswürdigkeiten
- Sockel eines Kreuzes, unter Lindenbäumen an der Grenze
- Waldheimer Teich, zwischen Přední und Zadní Zahájí
- Reste des Schlosses der Malowetz von Malowitz, am Schlossberg